# (33532) Gabriellacoli
(33532) Gabriellacoli est un astéroïde de la ceinture principale.

## Description
(33532) Gabriellacoli est un astéroïde de la ceinture principale. Il fut découvert le 18 avril 1999 à San Marcello Pistoiese par Andrea Boattini et Luciano Tesi. Il présente une orbite caractérisée par un demi-grand axe de 2,32 UA, une excentricité de 0,11 et une inclinaison de 6,4° par rapport à l'écliptique.

## Compléments